# Eteoryctis deversa
Eteoryctis deversa là một loài bướm đêm thuộc họ Gracillariidae. Nó được tìm thấy ở Ấn Độ (Meghalaya, Assam), Nhật Bản (Kyūshū, Shikoku, Hokkaidō, Honshū), Hàn Quốc, vùng Viễn Đông Nga và Đài Loan.
Sải cánh dài 6.5–10 mm.
Ấu trùng ăn Mangifera indica, Rhus ambigua, Rhus chinensis, Rhus japonica, Rhus javanica, Rhus semialata, Toxicodendron orientale, Toxicodendron succedaneum, Toxicodendron sylvestre và Toxicodendron trichocarpum. Chúng có thể ăn lá nơi chúng làm tổ.